# Рогожарски СИМ-Х
Рогожарски СИМ-X је југословенски авион, спортско туристички двосед, једномоторни висококрилац који је произведен 1937. године у југословенској фабрици авиона Рогожарски из Београда.

## Пројектовање и развој
Авион СИМ-X је пројектовао инж. Сима Милутиновић почетком 1936. године ослањајући се на позитивна искуства његових претходних типова СИМ-II и СИМ-VIII. Прототип авиона је фабрика Рогожарски завршила од августа масеца до краја 1936. године. Први пробни лет је обављен 1936. године кад је извршена регистрација авиона. Фабрика Рогожарски је авион регистровала на своје име под ознаком YU-PDY. Након детаљног фабричког испитивања авион је понуђен Војном ваздухопловству на тестирање. Оно је обављено у пилотској школи у Новом Саду. Комисија је ставила неке мале примедбе али је авион добио изванредну оцену. Авион је намењен цивилној употреби тј. обуци спортских пилота, демонстрационим и туристичким летовима. Војно ваздухопловство га је класификовало као „Једномоторни школски авион, двосед за почетну обуку у пилотажи.“

## Технички опис
Авион је био висококрилни једнокрилац (парасол) са једним мотором, дрвеном двокраком елисом фиксног корака, са два члана посаде који су седели један иза другог. Мада је авион био предвиђен за уградњу три типа мотора Валтер НЗР од 120 KS, Сименс 110 KS и Џипси Мајор 120 KS, у серијској производњи уграђиван је звездасти, ваздухом хлађени мотор Валтер НЗР са редуктором од 120 KS, кога је производила домаћа фирма С. Влајковић из Београда. Касније (1940) у један од авиона СИМ-X је уграђен мотор де Хевилендов Џипси Мајор од 120 KS, а авион је добио популарни назив СИ-ЏИП.
Авион је претежно дрвене конструкције, труп елиптичног попречног пресека је у целости израђен од дрвета обложен шпером а крила су носећа конструкција од дрвета пресвучена платном, са заобљеним крајевима. Са сваке стране, крила су подупрта са паром косих челичних упорница које су се ослањале на труп авиона. Резервоар за бензин се налазио у средишњем делу између крила тј. на њиховом споју. Стајни трап је био фиксан потпуно направљен од челичних цеви одликовао се великом чврстоћом што је омогућавало авиону слетање на веома неравне терене.

### Развој авиона СИ-ЏИП
Због увођења инструменталног летења у обуку војних пилота 1939. године сви југословенски произвођачи школских авиона па и Рогожарски су се потрудили да направе школски авион за ову намену. У Рогожарском су пошли од идеје да ће најбрже бити адаптирати постојећи авион СИМ-X за ту намену. Уједно су желели да уместо звездастог Валтер мотора уграде шестоцилиндрични, линијски, ваздухом хлађени мотор Џипси Мејџор од 132 KS, који је у то време био јако популаран мотор који се уграђивао у школске и туристичко спортске авиона а и према плановима ВВ требало је да буде основни мотор за школске авионе који ће се користити у ВВ. Пошто Рогожарски није могао у догледно време да набави овај мотор позајмио га је од Аеропута. Тако завршени протитип са адекватном инструментацијом предат је војсци 1940. године, на тестирање а по уграђеном мотору овај авион је добио назив СИ-ЏИП. Пошто авион није испунио све захтеве и очекивања Команда ВВ није откупила прототип авиона СИ-ЏИП.

### Развој авиона СИМ-Xa
Када није успела за прототипом авиона СИ-ЏИП, фабрика Рогожарски је поново о свом трошку прототип прерадила на мотор Валтер НЗР а мотор Џипси Мејџор од 132 KS, вратила Аеропуту. Пошто су у авиону задржани сви инструменти и поклопац кабине на предњем седишту намењени за инструментално „слепо“ летење та трећа последња верзија прототипа је означена као СИМ-Xa. Овај авион је завршен 31. марта 1941. године а ВВ га је реквирирало 6. априла 1941. године када је прелетео на ратни аеродром Велики Радинци где му се, у ратном вихору губи сваки траг. Претпоставља се да га је посада запалила заједно са другим авионима да не падне у руке непријатељу.

## Оперативно коришћење
Прва серија авиона СИМ-X од 10 примерака је испоручена ВВ 1937. године. Серијски авиони су се нешто разликовали од прототипа, углавном по изгледу НАКА прстена. Друга серија је поручена 1938. Године такође у 10 примерака.
У почетку је авион коришћен у пилотским војним школама као прелазни авион од авиона за основну обуку Физир ФН ка снажнијим машинама Физир ФП-2 и ПВТ, да би касније добио улогу школског авиона за почетну обуку војних пилота. Војна служба овог авиона почиње 1937. године у Првој пилотској школи а касније је известан број ових авиона био распоређен по тренажним ескадрилама. Три авиона СИМ-X као потпуно нове је Команда ВВ доделила Аероклубу 1938, који су коришћени за обуку и тренажу цивилних и спортских пилота. У Аероклубу је тада летело 5 авиона овог типа. Сви авиони СИМ-X из Аероклуба су уочу рата враћени у војну службу.

## Авиони СИМ-X у Другом светском рату
Највећи број авиона СИМ-X је уништен у току Априлског рата, Немци су заробили три примерака ових авиона (један у Земуну и два у Лазаревцу). Хрвати су користили један авиона СИМ-X, који је код њих носи ознаку 7301 до 1944. године.

## Земље које су користиле овај авион
| - Југославија: - Хрватска:-НДХ |